# فرنان بوسنس
فرنان بوسنس (انگلیسی: Fernand Bosmans; ۲۹ ژوئن ۱۸۸۳ – ۳۰ ژوئیهٔ ۱۹۶۰) ورزشکار شمشیربازی اهل بلژیک بود.
وی در مسابقات کشوری و بین‌المللی در مجموع برندهٔ ۱ مدال برنز شده‌است.